# Maranthana
Maranthana (nep. मरन्ठाना) – gaun wikas samiti w zachodniej części Nepalu w strefie Rapti w dystrykcie Pyuthan. Według nepalskiego spisu powszechnego z 2001 roku liczył on 1222 gospodarstw domowych i 5871 mieszkańców (3260 kobiet i 2611 mężczyzn).